# Plummer (Minnesota)
Plummer est une ville dans le comté de Red Lake dans l'État du Minnesota, aux États-Unis. 

## Géographie
Selon le bureau du recensement des États-Unis la ville s'étend sur 7,25 km2.

## Démographie
D'après les chiffres obtenus lors du recensement de 2010, la ville est peuplée de 292 personnes. La densité de population est de 40,3 habitants par kilomètre carré. La population de la ville est composée à 96,2 % de blanc, à 1,7 % d'Amérindien.